# Worku Bikila
Worku Bikila, né le 6 mai 1968 à Arsi, est un athlète éthiopien, spécialiste des courses de fond.

## Biographie

### Palmarès
| Date | Compétition                            | Lieu              | Résultat | Épreuve     | Performance    |
| ---- | -------------------------------------- | ----------------- | -------- | ----------- | -------------- |
| 1992 | Championnats d'Afrique                 | Maurice           | 2e       | 5 000 m     | 13 min 25 s 98 |
| 1992 | Jeux olympiques                        | Barcelone         | 6e       | 5 000 m     | 13 min 23 s 52 |
| 1993 | Championnats du monde de cross         | Amorebieta-Etxano | 2e       | Par équipes |                |
| 1993 | Championnats d'Afrique                 | Durban            | 3e       | 5 000 m     | 13 min 12 s 53 |
| 1993 | Championnats du monde                  | Göteborg          | 4e       | 5 000 m     | 13 min 20 s 12 |
| 1996 | Jeux olympiques                        | Atlanta           | 17e      | 10 000 m    | 28 min 59 s 15 |
| 1997 | Championnats du monde                  | Athènes           | 12e      | 5 000 m     | 13 min 30 s 02 |
| 2002 | Championnats du monde de semi-marathon | Bruxelles         | 3e       | Par équipes |                |

### Records
| Épreuve       | Performance     | Lieu      | Date         |
| ------------- | --------------- | --------- | ------------ |
| 5 000 m       | 12 min 57 s 23  | Rome      | 8 juin 1995  |
| 10 000 m      | 27 min 6 s 44   | Bruxelles | 25 août 1995 |
| Semi-marathon | 1 h 2 min 15 s  | Paris     | 10 mars 2002 |
| Marathon      | 2 h 11 min 48 s | Paris     | 8 avril 2001 |